# Joseph Negwer
Joseph Negwer; auch Joseph Aloisius Negwer (* 9. August 1882 in Frankenstein, Provinz Schlesien; † 14. Februar 1964 in Görlitz) war Offizial, Domkapitular und Generalvikar in Breslau. Ab 1950 war er Offizial im Erzbischöflichen Amt Görlitz.

## Leben
Joseph Negwer war das erste von neun Kindern der Eheleute Joseph Negwer und Ida, geborene Kariger. Nach Volksschule und Progymnasium in seiner Heimatstadt besuchte er das Neisser Carolinum, das er 1902 mit dem Abitur abschloss. Anschließend studierte er Katholische Theologie und Philosophie an der Universität Breslau. 1906 wurde er durch den Breslauer Fürstbischof Georg von Kopp zum Priester geweiht. 1907 promovierte er mit der Dissertation „Konrad Wimpina: ein katholischer Theologe aus der Reformationszeit“ zum Doctor theologiae. Danach studierte er Kirchenrecht an der Anima in Rom, das er mit der Promotion zum Dr. jur. can. abschloss. 1910 kehrte er nach Breslau zurück und wurde als Kaplan der der Bonifatius-Kirche eingesetzt. 1923 wurde er zum Offizial und 1925 zum Domkapitular in Breslau berufen. 1938 ernannte ihn Kardinal Adolf Bertram zum Generalvikar. 1942 wurde ihm von Papst Pius XII. der Titel eines Apostolischen Protonotars verliehen. Ab 1950 baute er für den bei Deutschland verbliebenen Restteil des Erzbistums Breslau die Diözesanverwaltung in Görlitz auf. Zudem verfasste er mehrere theologische Schriften. Joseph Negwer starb am 19. Februar 1964 in Görlitz. Sein Leichnam wurde in der Gruft des Domkapitels an der Außenwand der Görlitzer Jakobuskirche beigesetzt. 1981 wurde das „Caritasheim Josef Negwer“ nach ihm benannt.

## Schriften (Auswahl)
- Die Verwaltungseinrichtungen der Breslauer Erzdiözese in Geschichte und Gegenwart. Breslau 1935, OCLC 72671645.
- Die Ehe und die Familie in der Heiligen Schrift des Alten und Neuen Testamentes. Handreichung für die Seelsorge. Düsseldorf 1957, OCLC 73588656.
- Geschichte des Breslauer Domkapitels im Rahmen der Diözesangeschichte vom Beginn des 19. Jahrhunderts bis zum Ende des Zweiten Weltkrieges. Hildesheim 1964, OCLC 12635371.
- Konrad Wimpina. Ein katholischer Theologe aus der Reformationszeit. Nieuwkoop 1967 (Nachdruck der beim Verlag Aderholz in Breslau 1909 erschienenen Dissertation), OCLC 72297998. archive.org archive.org dbc.wroc.pl